# Лајнсвил (Пенсилванија)
Лајнсвил (енгл. Linesville) град је у америчкој савезној држави Пенсилванија.

## Демографија
По попису из 2010. године број становника је 1.040, што је 115 (-10,0%) становника мање него 2000. године.
| Група             | 2000.         | 2010.         |
| Белци             | 1.118 (96,8%) | 1.005 (96,6%) |
| Афроамериканци    | 8 (0,7%)      | 1 (0,1%)      |
| Азијати           | 3 (0,3%)      | 1 (0,1%)      |
| Хиспаноамериканци | 8 (0,7%)      | 10 (1,0%)     |
| Укупно            | 1.155         | 1.040         |